# Nitroxolin
A nitroxolin (INN: nitroxoline) húgyúti antibiotikum. Hatásos bizonyos gombák (Candida) és Trichomonas vaginalis ellen is. Kisebb, szövődménymentes krónikus vagy akut fertőzés ellen használják.
A baktériumok növekedéséhez nélkülözhetetlen Mg2+ és Mn2+-kelátok keletkezését gátolja. Feltehetően így fejti ki baktériumellenes hatását.
Gátolja a véredényképzésben szerepet játszó 2-es típusú metionin aminopeptidáz METAP2 enzimet. Ezáltal rákellenes hatása is van.

## Alkalmazás
Napi 400–600 mg több részletben, az emésztőrendszeri mellékhatások csökkentése érdekében étkezés után. A kezelés időtartama legalább egy hét a panaszok megszűnése esetén is.
A nitroxolin ellenjavallt anuria (kórosan csökkent mennyiségű vizelet) esetén.
Terhesség és szoptatás alatti alkalmazásra nincsenek adatok.
A vizeletet sárgára színezi, és könnyen megfesti a bőrt és az alsóneműt is.

## Fizikai/kémiai tulajdonságok
Sárga kristályos por. Vízben, alkálilúgokban, forró sósavban és forró jégecetben jól, alkoholban és éterben kevéssé oldódik.

## Készítmények
Nemzetközi forgalomban önállóan:
- 5-Nitroks
- 5-Nitrox
- 5-Nitroxine
- 5Nok
- 5-Nok
- Cysto-Saar
- Galinok
- Isinok
- Nibiol
- Nicene Forte
- Nicene N
- Nitroxoline
- Noxibiol
- Noxigur
- Noxin
- Uro-Coli

Fenazopiridinnel(en) kombinációban:
- Minazol

Szulfametizollal kombinációban:
- Nicene N

Szulfametizollal és piridoxinnal (B6-vitaminnal) kombinációban:
- Nicene

Magyarországon nincs gyógyszertári forgalomban.